# Vladimír Hrivnák
Vladimír Hrivnák (né le 23 avril 1945 à Hnúšťa, à l'époque en Tchécoslovaquie et aujourd'hui en Slovaquie, et mort le 17 octobre 2014 à Bratislava) est un joueur de football slovaque (international tchécoslovaque) qui évoluait au poste de défenseur, avant de devenir ensuite entraîneur.

## Biographie

### Carrière de joueur

#### Carrière en club
Vladimír Hrivnák joue en faveur du Slovan Bratislava. Avec cette équipe, il remporte un titre de champion de Tchécoslovaquie. Ce titre de champion lui permet de disputer 4 matchs en Coupe d'Europe des clubs champions lors de la saison 1970-1971 ainsi que la coupe des coupes en 1968-1969 face au FC Barcelone en marquant le deuxième but de son équipe en finale.

#### Carrière en sélection
Avec l'équipe de Tchécoslovaquie, il joue 13 matchs, sans inscrire de but, entre 1969 et 1972. 
Il joue son premier match en équipe nationale le 14 septembre 1969 contre la Hongrie dans le cadre des éliminatoires du mondial 1970. Il reçoit sa dernière sélection le 8 avril 1972 en amical contre l'Autriche.
Il figure dans le groupe des sélectionnés lors de la Coupe du monde de 1970. Lors du mondial organisé au Mexique, il joue un match contre l'Angleterre.

### Carrière d'entraîneur
Il dirige plusieurs clubs en Tchécoslovaquie puis en Slovaquie.

## Palmarès
| Slovan Bratislava - Championnat de Tchécoslovaquie : - Champion : 1969-70. - Coupe de Tchécoslovaquie : - Vainqueur : 1967-1968. - Coupe d'Europe des vainqueurs de coupe : - Vainqueur : 1968-1969. |  | Inter Bratislava - Coupe de Tchécoslovaquie : - Finaliste : 1987-88. |